# スタッド・レオポール・セダール・サンゴール
スタッド・レオポール・セダール・サンゴール（Le Stade Léopold Sédar Senghor）は、セネガル共和国の首都ダカールにある多目的スタジアムである。スタジアム名は、セネガルの初代大統領であるレオポール・セダール・サンゴールから因んで命名された。

## 概要
1985年に中国の援助で建設され、60,000人の収容が可能である。地元のサッカークラブASCジャンヌダルクがホームスタジアムとして使用している。1992年アフリカネイションズカップ決勝戦はこのスタジアムで行なわれた。